# Moneda de 5 centavos de Hong Kong
La moneda de cinco centavos fue emitida por primera vez como una moneda de plata de .800 de finuras en 1866. Tenía un diámetro de 15 mm, grosor de 0.80 mm, pesaba 1.34 gramos, y tuvo un borde juncoso. Esta moneda fue acuñada en plata hasta 1935, cuándo su composición cambió a cuproníquel. Tuvo una extensa acuñación entre 1866 y 1933, y algunas se emitieron en 1932–33 con un borde plano. La moneda no fue acuñada en 1869–71, 1878, 1896, y 1906–1932. La siguiente denominación de cuproníquel era idéntica a su antecesora en todos los aspectos excepto la composición y peso: el peso era de1,36 gramos: 0,02 gramos más pesada que la anterior. Este fue un tipo de un año, cuando fue reemplazado con una moneda de níquel puro en 1937. Esta vez, tenía un diámetro de 16.51 mm, con un grosor de 1.73 mm, y un peso de 2.59 gramos. Esta fue acuñada hasta 1941, siendo el último número escaso. A diferencia de la muy rara moneda de un centavo de Hong Kong de 1941, estos están disponibles, a pesar de que nunca se lanzaron a circulación debido a la ocupación japonesa.
Por un período de ocho años la denominación fue reemplazada por billetes y el yen militar japonés. Cuándo se reintrodujo en 1949, tenga las mismas especificaciones como la última emisión, pero era acuñada en níquel-latón. Hasta 1970 la emisión tuvo un borde de seguridad juncado; después, sólo era juncado. Esta moneda fue emitida en 1949–50, 1958, 1960, 1963–65, 1967, 1971–72, y 1977–80, con una moneda no circulante emitida en 1988. La acuñación 1964H es escasa. El 1° de enero de 1989, la moneda cesó como moneda de uso vigente.

## Acuñaciones
Cecas de marca:
- H = Heaton
- KN = King's Norton

| Año    | Acuñación                            |
| ------ | ------------------------------------ |
| 1903   | 6.000.000                            |
| 1904   | 8.000.000                            |
| 1905   | 1.000.000                            |
| 1905H  | 7.000.000                            |
| 1932   | 3.000.000                            |
| 1933   | 2.000.000                            |
| 1935   | 1.000.000                            |
| 1937   | 3.000.000                            |
| 1938   | 3.000.000                            |
| 1939H  | 3.090.000                            |
| 1939KN | 4.710.000                            |
| 1941H  | 777.000                              |
| 1941KN | 1.075.000                            |
| 1949   | 15.000.000                           |
| 1950   | 20.400.000                           |
| 1958H  | 5.000.000                            |
| 1960   | 5.000.000                            |
| 1963   | 7.000.000                            |
| 1964H  | Desconocido                          |
| 1965   | 18.000.000                           |
| 1965H  | 6.000.000                            |
| 1967   | 10.000.000                           |
| 1971KN | 14.000.000                           |
| 1971H  | 6.000.000                            |
| 1972H  | 14.000.000                           |
| 1977   | 6.000.000                            |
| 1978   | 10.000.000                           |
| 1979   | 4.000.000                            |
| 1988   | 40.000 en circulación. 20.000 proof. |